# Forum européen de la propriété intellectuelle
Le Forum européen de la propriété intellectuelle est organisé, chaque année depuis 1995, par l'Union des fabricants (Unifab) à Paris.
Il rassemble, traditionnellement, tous les acteurs de la défense de la propriété intellectuelle : entreprises, cabinets d'avocats et de conseil en propriété industrielle, représentants d’associations et d’organismes nationaux, européens et internationaux, administrations et pouvoirs publics. Cette manifestation constitue un lieu d’échanges et de réflexion réunissant de très nombreux participants.